# San Luis Potosí (stad)
San Luis Potosí är en stad i centrala Mexiko och är den administrativa huvudorten för delstaten San Luis Potosí, och även kommunen med samma namn. Staden grundades 3 november 1592. 

## Stad och storstadsområde
Staden har 709 301 invånare (2007), med totalt 755 952 invånare (2007) i hela kommunen på en yta av 1 458 km². 
Storstadsområdet, Zona Metropolitana de San Luis Potosí-Soledad de Graciano Sánchez, har totalt 998 989 invånare (2007) på en yta av 1 742 km². Området består av de båda kommunerna San Luis Potosí och Soledad de Graciano Sánchez.